# Пере, Рауль
Рауль Пере (фр. Raoul Péret; 29 ноября 1870 года, Шательро, департамент Вьенна, Франция — 22 июля 1942 года, Сен-Манде, департамент Валь-де-Марн, Франция) — французский юрист и государственный деятель, президент Палаты депутатов Франции (1920—1924 и 1926—1927).

## Биография
Окончил юридический факультет Университета Пуатье.
В 1893 г. был назначен помощником Эжена Герена, хранителя печатей в первом кабинете Шарля Дюпюи.
В 1902 г. был избран в Палату депутатов от департамента Вьенна, входил в группу «радикальных левых», близкую к движению независимых радикалов, затем — в составе левых демократических республиканцев, близких к «Демократическому альянсу». Сохранял депутатский мандат до 1927 г.
Неоднократно входил в состав французского правительства:
- 1913—1914 гг. — заместитель министра внутренних дел,
- март-июнь 1914 г. — министр торговли, промышленности, почт и телеграфа,
- сентябрь-ноябрь 1914 г. — министр юстиции,
- май-июнь 1926 г. — министр финансов.

В 1920—1924 и 1926—1927 гг. — президент Палаты депутатов Франции.
В марте-ноябре 1930 г. — министр юстиции Франции. Раскрытие его связей с банкиром Альбертом Устриком стало причиной отставки правительства.
Считался возможным кандидатом в президенты республики. Однако после предъявления обвинений в его участии на посту министра финансов тремя годами ранее в «деле Острика» (хотя он был оправдан Верховным судом в июле 1931 г.) его политическая карьера была разрушена.
Несколько десятилетий, с 1901 по 1942 г., занимал пост мэра города Вендевр-дю-Пуату в департаменте Вьенна, с 1901 по 1942 год, одновременно в 1901—1935 гг. — генеральный советник кантона Нёвиль-дё-Пуату.
В 1920—1925 гг. — президентом генерального совета департамента Вьенна.
С 1927 по 1936 г. — сенатор от Вьенны.
С 1922 по 1932 г. являлся президентом Французского союза спасения детей.